# 요제프 슈베르트
요제프 슈베르트(Joseph Schubert, 1754년 12월 20일 - 1837년 7월 28일)는 독일의 작곡가이자, 바이올린 연주자, 비올라 연주자이다.